# Victor von Hellens
Carl Johan Victor von Hellens, född 5 februari 1991 i Åbo, är en finlandssvensk poet, utbildad ekonomie magister. Han tilldelades Den dansande björnen-lyrikpriset år 2023.
Von Hellens debytantologi Något i tiden håller på att ta slut (2020) jämfördes med ”ett Henry Parlandskt flanörjag som trasslade sig igenom relationer och millennial-problem”. Den andra, prisbelönade antologin Onkalo (2022) handlar om klimatångest och Finlands slutförvar för kärnavfall; inspirationen för bokens huvudperson Zubey är den engelska konstnären Derek Jarman.